# Mistrovství Československa v cyklokrosu 1974
Mistrovství Československa v cyklokrosu 1974 se konalo v sobotu 9. února  1974 v Brně Lesné.
Délka závodu byla 23,9 km.

## Přehled
| Poř.             | Jméno            | Čas        |
| Zlatá medaile    | Vojtěch Červínek | 1:31:48 h  |
| Stříbrná medaile | Miloš Fišera     | + 0:51 min |
| Bronzová medaile | Jiří Murdych     | + 3:14 min |
| 4                | Valeš            | + 3:58 min |
| 5                | Mráz             | + 5:56 min |
| 6                | Zahálka          | + 6:06 min |